# طواف سويسرا 2000
طواف سويسرا 2000 (بالإنجليزية: 2000 Tour de Suisse)‏  هو سباق دراجات هوائية، وهو الموسم رقم 64 من السباق، وأقيم خلال الفترة 13 يونيو 2000، وحتى 22 يونيو 2000، وهو من نوع سباق المرحلة.
فاز فيه بالمركز الأول أوسكار كامينزيند، وبالمركز الثاني داريو فريجو، وبالمركز الثالث فلاديمير بيل، والفائز في ترتيب التسلق  فريد رودريجيز، والفائز حسب ترتيب النقاط ستيفانو جارزيلي.

## الفائزون
| الترتيب    | الفائز           |
| ---------- | ---------------- |
| الفائز     | أوسكار كامينزيند |
| الثاني     | داريو فريجو      |
| الثالث     | فلاديمير بيل     |
| حسب النقاط | فريد رودريجيز    |
| تسلق الجبل | ستيفانو جارزيلي  |